# Un otage de trop
Pour plus de détails, voir Fiche technique et Distribution.
Un otage de trop est un téléfilm français réalisé par Philippe Galland réalisé en 1993. 

## Fiche technique
- Réalisateur : Philippe Galland
- Scénario : Claude Lerist et Léon Noël
- Musique : Vasilé Sirli
- Durée : 85 minutes
- Date de diffusion : 14 décembre 1993

## Synopsis
Venu à Rome pour son travail, Julien Tramont y a rencontré une belle italienne. Afin de passer quelques jours supplémentaires avec elle, il renonce in-extremis à prendre l'avion où sa place était réservée et donne sa carte d'embarquement à un certain Georges Chénier. Mais quand Julien rentre à Paris, il découvre que l'avion qu'il aurait dû prendre a été détourné et que la France entière le croit aux mains d'un groupe terroriste. Pour les médias, Julien est une vedette ; pour le gouvernement, c'est un symbole. Il est trop tard pour détromper l'opinion publique, aussi Julien se voit contraint de jouer le rôle de l'otage après une "libération" soigneusement orchestrée. Le retour du véritable otage va perturber cette mise en scène. En effet, Chénier est résolu à faire éclater la vérité pour des raisons personnelles et seul Julien peut l'y aider...

## Distribution
- Stéphane Freiss : Julien Tramont
- Ticky Holgado : Georges Chénier
- Michel Aumont : Chaumont Pierrard
- Elizabeth Bourgine : Estelle Tramont
- Elena Sofia Ricci : Livia Malatucci